# June Newton
June Newton (Melbourne, 3 juni 1923 – Monte Carlo, 9 april 2021) was een Australische fotografe, actrice en model. Als actrice was ze bekend onder de naam June Brunell en als fotografe gebruikte ze het pseudoniem Alice Springs. Haar foto’s verschenen in Vanity Fair, Interview, Elle en Vogue.

## Levensloop

### Geboorte, huwelijk en loopbaan als actrice
Newton werd in 1923 als June Brown in Melbourne geboren. Ze volgde een acteeropleiding. In 1947 leerde zij haar toekomstige man Helmut Newton kennen. Hij was uit Nazi-Duitsland  gevlucht en een fotostudio in Melbourne begonnen. Een jaar later trouwden ze. June Newton heeft dan succes in het theater en gebruikt de artiestennaam June Brunell.
In 1956 reisde het echtpaar naar Europa en verbleven ze in Londen en Parijs. Later keerden ze weer terug naar Australië, waar Newton de Erik Kuttner Award als beste theateractrice ontving. In 1961 vertrokken Newton en haar man weer richting Parijs. Vanwege de taalbarrière kwam er daar een einde aan haar acteercarrière.

### Begin als fotografe
Toen Helmut Newton in 1970 kortstondig ziek was, viel June Newton voor hem in. Omdat het fotomodel niet bereikbaar was en er op korte termijn wat geregeld moest worden, kreeg June Newton een stoomcursus fotografie van haar man. Dit werd het begin van haar carrière als fotografe. Ze koos als pseudoniem de naam Alice Springs, een verwijzing naar Alice Springs in Australië. Het pseudoniem werd gekozen omdat haar man niet wilde dat ze onder dezelfde naam als hij werkte. June Newton werkte vaak samen met haar man en fungeerde ook als zijn model. 
Newton deed in het begin van haar carrière reclameopdrachten en fotoshoots voor Dépèche Mode, Elle, Marie Claire en Vogue.

### Verdere ontwikkelingen
Vanaf 1976 richtte Newton zich vooral op portretfotografie. Haar portretten werden voor het eerst in 1978 in Amsterdam tentoongesteld. In 1981 kozen June en Helmut Newton voor Monaco als woonplaats. In de jaren tachtig werkte Newton aan een serie straatfoto's in Los Angeles, waar ze de zich ontwikkelende punk- en hiphopscene in Californië documenteerde. In 1998 verscheen het boek Us and Them. 
In 2004 overleed Helmut Newton na een auto-ongeluk in Hollywood. June Newton stierf zeventien jaar later in een ziekenhuis in Monte Carlo.

## Werk
Na haar eerste opdracht voor het sigarettenmerk Gitanes, werkte Newton veel voor kapsalons en later voor glossy-tijdschriften. Onder het pseudoniem Alice Springs fotografeerde ze een groot aantal beroemdheden uit de mode- en entertainmentwereld, waaronder Nicole Kidman, Diana Vreeland, William S.Burroughs en Grace Jones. Newton fotografeerde haar onderwerpen vaak in hun huiselijke omgeving.
- Bibsys: 5036655
- Biblioteca Nacional de España: XX1498533
- Bibliothèque nationale de France: cb146406963 (data)
- Gemeinsame Normdatei: 119012359
- International Standard Name Identifier: 0000 0001 2025 2676
- Library of Congress Control Number: n84186470
- Nationale Bibliotheek van Letland: 000274304
- Nationale Bibliotheek van Tsjechië: jo2009330597
- Nationale bibliotheek van Australië: 35365487
- Nationale Bibliotheek van Israël: 987007378746705171
- Nationale Bibliotheek van Polen: a0000002076555
- Nederlandse Thesaurus van Auteursnamen: 149093071
- PIC: 294557
- Réseau des bibliothèques de Suisse occidentale: 02-A019015308
- RKD-Nederlands Instituut voor Kunstgeschiedenis: 211340
- Système universitaire de documentation: 032403240
- Trove: 508173
- Union List of Artist Names: 500116848
- Virtual International Authority File: 48175338
- WorldCat: E39PCjG88mtfhc9gHDwyqMDYvb